# Bernard Trémont
Pour les articles homonymes, voir Trémont.
Pas d'image ? Cliquez ici

a Compétitions nationales et continentales officielles uniquement.

Bernard Trémont, né le 31 mai 1954 à Saint-Sever, est un joueur français de rugby à XV qui évolue au poste de ailier. Il se reconvertit ensuite, en tant qu'homme d'affaires spécialisé dans les activités liées aux canards.

## Biographie
Bernard Trémont naît le 31 mai 1954 à Saint-Sever.
Il pratique le rugby à XV au sein du club de l'US Dax. Alors que l'équipe première est touchée par les absences parmi les lignes arrières pendant la saison 1972-1973, Trémont intègre l'effectif, alors âgé de 18 ans. Il participe ainsi aux phases finales du championnat de France, et dispute la finale contre le Stadoceste tarbais à l'issue de laquelle les Dacquois s'inclinent.
Après sa carrière de joueur, il s'investit dans l'entreprise de sa famille, La Plume de Pomarez, localisée dans la commune homonyme et spécialisée dans la collecte et l'exploitation de plumes de canard. En 1990, il contribue à la diversification des activités de la société, avec le transport d'animaux, puis plus tard dans le transport frigorifique,,.
Déjà membre du conseil de surveillance de l'US Dax par le passé, Trémont intègre en 2016 le directoire du club, sous la présidence de Philippe Celhay,. En mars 2018, alors que l'issue du championnat de Pro D2 voit le club rouge et blanc mathématiquement relégué en division amateur, Celhay et l'ensemble du directoire présentent leur démission après deux saisons d'exercice.

## Palmarès
- Championnat de France de première division :
  - Finaliste : 1973 avec l'US Dax.